# Vaesita
La vaesita és un mineral de la classe dels sulfurs, que pertany al grup de la pirita. Rep el seu nom en honor de Johannes Franciscus Vaes (1902-1978), administrador, geòleg i mineralogista amb la Unió Minera de l'Alt Katanga, al Congo belga, ara República Democràtica del Congo.

## Característiques
La vaesita és un sulfur de fórmula química NiS₂. Cristal·litza en el sistema isomètric. La seva duresa a l'escala de Mohs es troba entre 4,5 i 5,5. És una espècie isostructural amb la cattierita, amb la qual també forma una sèrie de solució sòlida.
Segons la classificació de Nickel-Strunz, la vaesita pertany a «02.EA: Sulfurs metàl·lics, M:S = 1:2, amb Fe, Co, Ni, PGE, etc.» juntament amb els següents minerals: aurostibita, bambollaïta, cattierita, erlichmanita, fukuchilita, geversita, hauerita, insizwaïta, krutaïta, laurita, penroseïta, pirita, sperrylita, trogtalita, villamaninita, dzharkenita, gaotaiïta, al·loclasita, costibita, ferroselita, frohbergita, glaucodot, kullerudita, marcassita, mattagamita, paracostibita, pararammelsbergita, oenita, anduoïta, clinosafflorita, löllingita, nisbita, omeiïta, paxita, rammelsbergita, safflorita, seinäjokita, arsenopirita, gudmundita, osarsita, ruarsita, cobaltita, gersdorffita, hol·lingworthita, irarsita, jol·liffeïta, krutovita, maslovita, michenerita, padmaïta, platarsita, testibiopal·ladita, tolovkita, ullmannita, wil·lyamita, changchengita, mayingita, hollingsworthita, kalungaïta, milotaïta, urvantsevita i reniïta.

## Formació i jaciments
Va ser descoberta a la mina Kasompi, a la localitat de Swambo, a l'Alt Katanga, a la República Democràtica del Congo. Als territoris de parla catalana ha estat descrita a la mina Eugènia, a Bellmunt del Priorat (comarca del Priorat), i a la mina Atrevida, a Vimbodí (comarca de la Conca de Barberà), tots dos indrets a la província de Tarragona, Catalunya.